# 伊斯蘭脫維善紀念中學
22°16′00″N 114°14′24″E / 22.2667299°N 114.2400828°E
伊斯蘭脫維善紀念中學（英語：Islamic Kasim Tuet Memorial College，簡稱為伊中或）是位於香港東區柴灣的一所津貼英文中學，由中華回教博愛社主辦，校址為香港柴灣翠灣街22號。該校是全港唯一一間有伊斯蘭教背景的中學，面積佔6,900平方米及鄰近柴灣公園。前身為位於東區北角寶馬山伊斯蘭英文中學（英語：Islamic College），舊校舍曾作為瑪利曼小學臨時校舍，後分配給北角官立小學下午校轉全日制並易名為北角官立小學（雲景道）（北角雲景道22號）。伊中創辦於1970年並於1997年獲教育局分配資源於現址建立新校以解決舊校設施老化問題。舊校收生為第二至第四組別（一至五）。新校所屬組別為第二組別（分為第一至第三組別，2015/16年）。以英文作為主要教學語言。

## 學校行政
歷任校監
- 1970年至1990年：脫維善 先生[4]
- 1990年至2001年：周澤雄 先生[註 4][註 5][5][6]
- 2001年1月至2001年5月：脫瑞康 先生[7]
- 2001年至2018年：哈奇偉 先生[8]
- 2018年至今：蕭偉樂 先生[9]

歷任校長
- 1970年至1972年1月：李思義 先生[10][11]
- 1972年1月至1994年：歐陽英昌 先生[12][11][註 6]
- 1994年至2012年：羽智雲 先生[13][14][註 7]
- 2012年至今：何秀賢 女士[15]

歷任副校長
- 1970年至1978年：梁祺 先生[4][16][11]
- 1978年至1994年：羽智雲 先生[17][11]
- 馮黃幗宣 女士[18]
- 王啟銳 先生[19]
- 林樹榮 先生[20]
- 何力生 先生[21]
- 薛偉昌 先生[22]
- 何秀賢 女士[23]
- 馬永祥 先生[23][24]
- 蔡劍雄 先生[25]

## 辦學宗旨
伊斯蘭脫維善紀念中學以古蘭經及聖訓作為指引，致力推行全人教育，並為學生提供德、智、體、群、美及靈育六個方面的均衡發展。另外，又以培養學生熱愛重視和平及對萬物抱持友善關懷的態度。而自身層面，透過嚴謹的管教，深切的個別關懷，培養學生對生命抱積極態度，對自己有進取要求，能自重、自愛、自信，及尊重別人並致力學生發揮潛能。

## 校訓
校訓是「博、學、愛、群」。博和學是指學生樂於學習、不但善於與人溝通，又勇於創新。愛是指自愛，關懷他人及環境。而群是指服務人群與貢獻社會。

## 校歌
作曲家周書紳於1974年12月為伊斯蘭脫維善紀念中學創作校歌。以下為該校校歌的中英文版本：

中文版：
我們愛伊斯蘭 ; 為人類爭和平 ; 
努力奮鬥 ; 共媒幸福 ; 向前邁進 ; 
我們愛伊斯蘭 ; 貫徹真主的精神 ; 
堅持真理 ; 充實學問 ; 捨己為人 ; 
努力奮鬥 ; 爭取和平 ; 作個主所喜愛的人

英文版：
We all love Is-lam, fight for peace for every-one.
Struggle we must, welfare we seek, onward we march.
We all love Is-lam, with Al-lah’s spirit we're in-stilled.
Truth we'll hold on, learned we'll be, selfless we'll be-come.
Struggle we must, peace we fight for, be the one that pleas-es Allah.

## 學校歷史

圖片左方為伊斯蘭脫維善紀念中學前身伊斯蘭英文中學學生手冊上的學校標誌，右方則為伊斯蘭英文中學校徽。

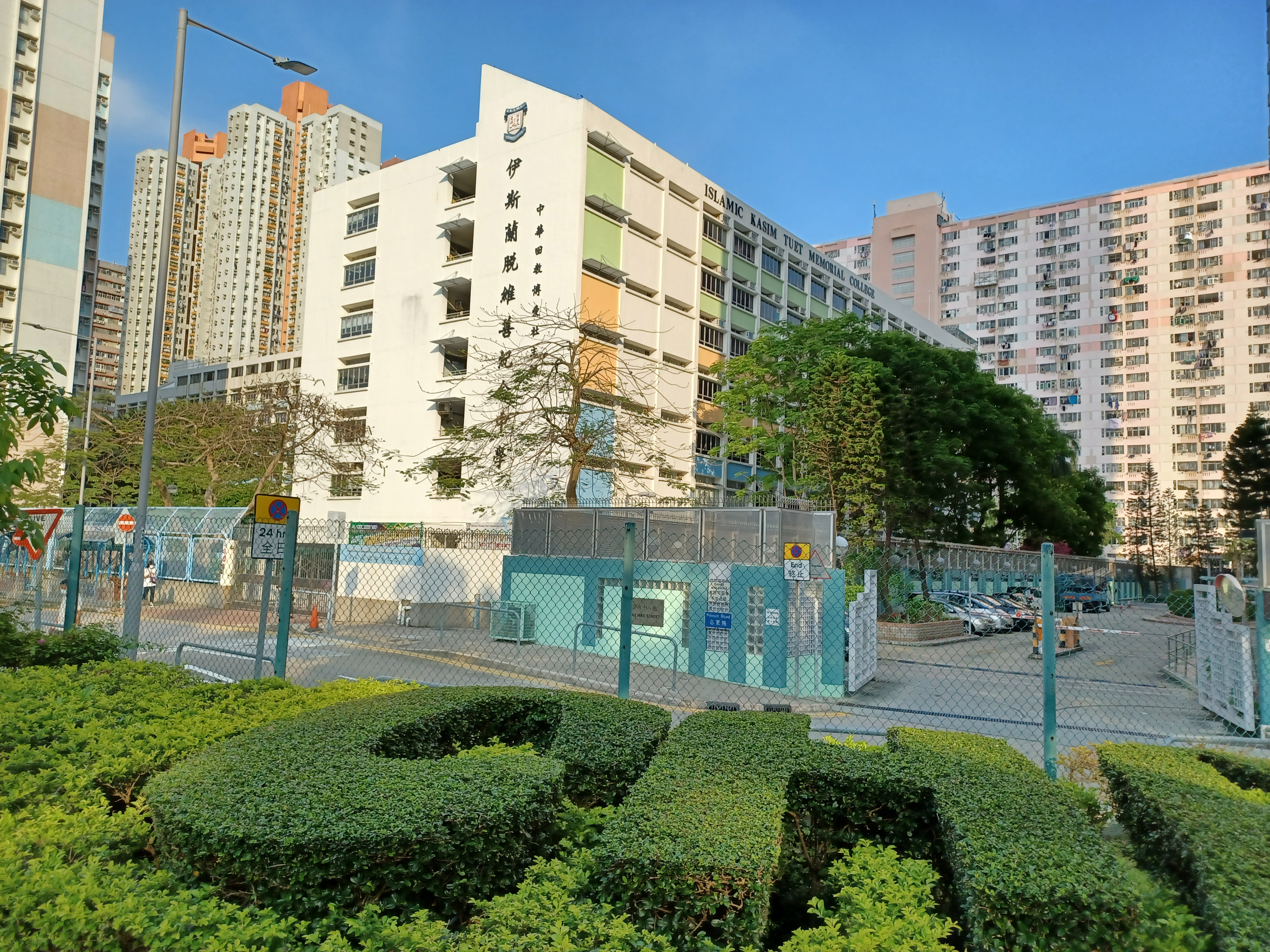
伊斯蘭脫維善紀念中學新校舍外觀

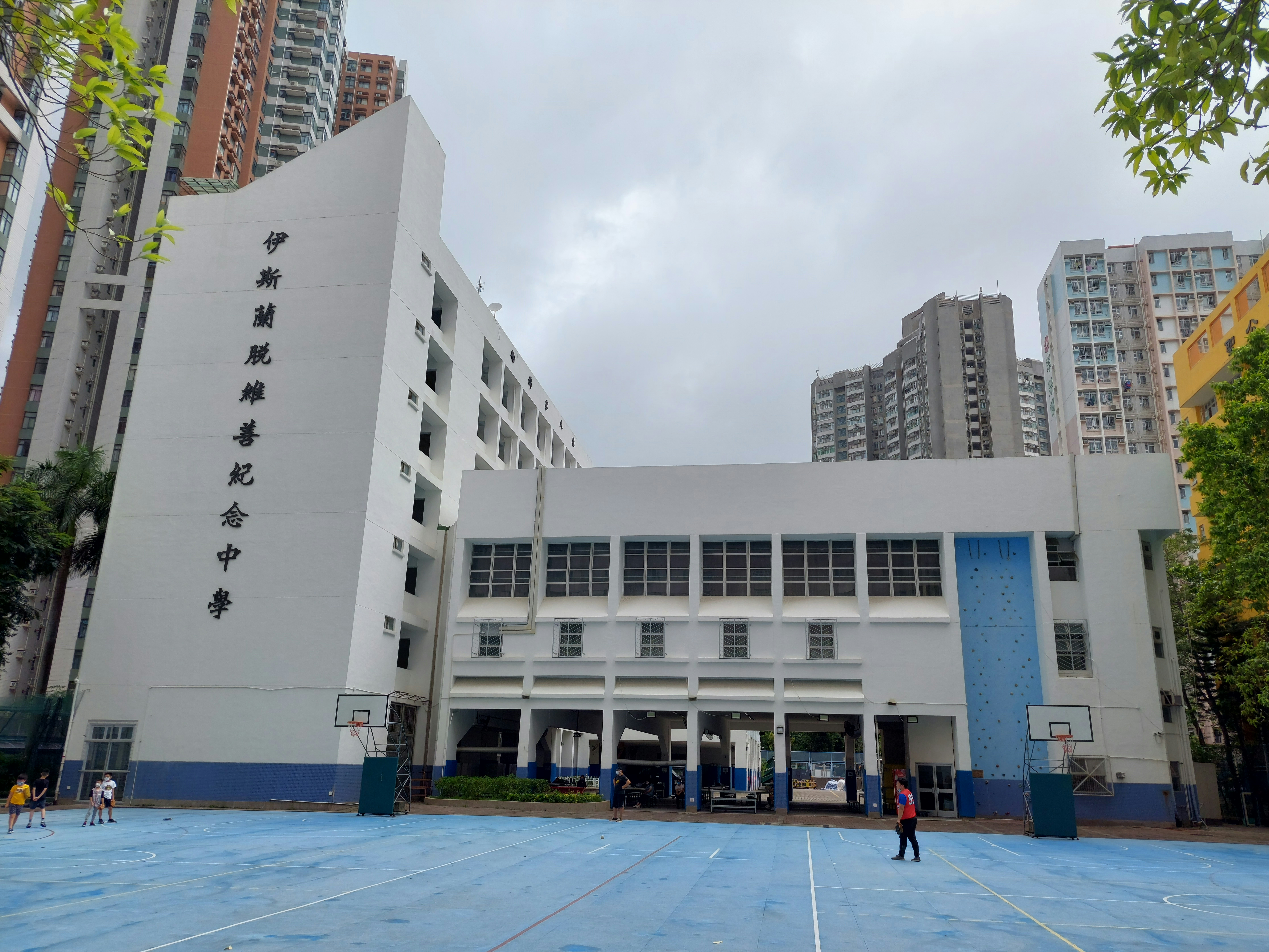
伊斯蘭脫維善紀念中學新校舍正面外觀

伊斯蘭脫維善紀念中學的前身為伊斯蘭英文中學。中華回教博愛社執委會在1961年成立籌備委員會籌辦伊斯蘭英文中學。時任兼任建校籌委會主任的博愛社主席脫維善於1966年成功爭取香港英國殖民政府批准在北角雲景道撥地興建校舍，1968年準備建校，後又為達成向政府借貸的條件（即在17個月內要籌募至少30萬元）而協助籌措建校資金，且成立了籌建中學募捐大隊，向全港中外穆斯林進行募捐活動，結果籌得40萬港元和政府免息貸款160萬港元（當年金額為28萬元）。政府一方規定博愛社必須於36個月內完成建校過程。同時設限要求全部建築費用要佔政府所批出的貸款當中的百分之八十。
在1970年6月建成香港伊斯蘭英文中學之前，基於校舍建築公司不接受起用信誠公司為承建商，以致建校工程延後動工。然而建校過程不順利，既面對開鑿山石問題，又要在開校前臨時規劃如何接駁排污系統。最後，伊斯蘭英文中學於1970年9月開課。校舍於1972年3月17日啟用，由脫維善的兄弟脫維英負責承建學校事宜，並由前教育司簡寧主持揭幕典禮（揭幕禮當日簡寧因事缺席，改由副教育司何雅明主持儀式）。創校人為中華回教博愛社主席脫維善。校董為哈新。學校本定名為「回教中學」，1970年向政府申請重新改名為「伊斯蘭英文中學」。辦學初年，即1970年9月，學校中一至中三年級設有15班。後來於1971年9月增辦中四年級，1972年參與政府按額資助計劃及增辦中五年級文、理兩組。首批中五畢業生於1973年參加香港中學會考。

在伊斯蘭英文中學辦學成績日漸顯著之後，校方於同年9月開辦中四商科組。該校課程與一般政府資助中學無異，只加一宗教課伊斯蘭知識科，並在校舍北面建有一座宣禮塔。學校准許學生有不同宗教信仰，校規只定明要尊重伊斯蘭信仰，學生自律地不會在校內組織及進行其他宗教活動。學校飯堂並不提供豬肉膳食，學生亦不能攜帶含豬肉的食物回校。在2004年以前，學校主要與本地其他中學一樣招收本地學生。不過由於非華裔穆斯林的適齡學生人數持續上升，所以該校開始錄取非華裔學童以應付需求。現時學校的師生來自香港、中国大陆以及十多個不同的國家，包括巴基斯坦、印度、印尼、尼泊爾、菲律賓、美國、伊朗、約旦、非洲國家、泰國、汶萊等。華裔學生與少數族裔學生的比例約為7比3。截至2017年為止，伊斯蘭脫維善紀念中學招收了大約360名學生，其中超過九成為非華裔學生。1997年，為紀念創校人脫維善對宣揚伊斯蘭教多年的貢獻，此校在遷校同時易名為「伊斯蘭脫維善紀念中學」。

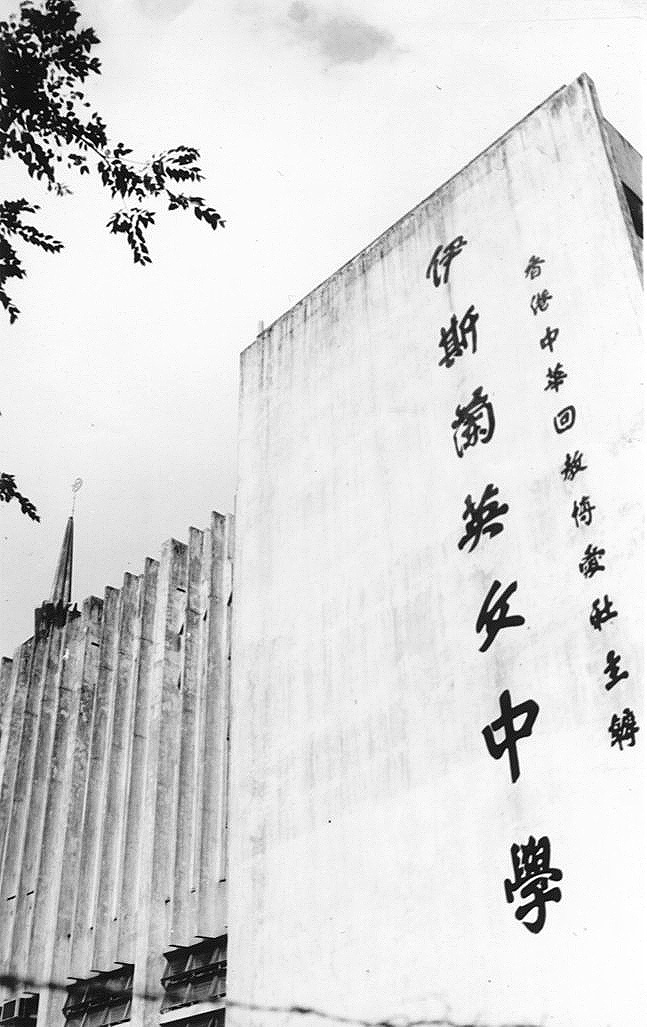
伊斯蘭英文中學舊校

伊斯蘭脫維善紀念中學於1982年9月獲教育司署邀請由私立英文中學轉為津貼中學，1983年增設香港大學預科班文、商組，1984年9月增辦該預科班的理組。而伊斯蘭脫維善紀念中學曾為位於天水圍的伊斯蘭脫維善紀念幼稚園的直屬中學，直至幼稚園結束營辦為止。在校服的式樣方面，本為白色恤衫及校裙（夏季）。而冬季校服套裝則為綠色校褸、白色恤衫、灰色冷衫以及紅色校呔。現在的校服則為配合伊斯蘭文化而有所改變。當新高中學制推行時，除了基本選修科如歷史科之外，還設有體育文憑科、英國文學科和尼泊爾語文科。普通話、烏都語、尼泊爾語及阿拉伯語為學生的副修語文科。學校早於1988年1月已聘用英籍英語老師（NET）到校任職。1993至1994學年起大部分科目曾轉用母語教學，現多使用英語作授課語言，以配合非華裔學生需要。
至於社制方面，舊校分為六社，並全以阿拉伯文命名，包括：A - Adlu （公正）、 H - Hakeem （英明）、K - Kareem （慷慨）、N - Noor （光明）、R - Rafeea （崇高）以及W - Wasia （寬廣）。而新校分為博、學、愛、群四社。舊校所設的六社始現於1972年10月。
2003年，伊斯蘭脫維善紀念中學曾向中一新生發放1800元學習津貼。但只有少於三成派位學生到校註冊。有關決定是要應對教育局因收生不足會殺校的問題。
該校其後於2006年提供校巴服務至今，一共開辦了兩條校巴路線，包括「元朗線」以及「荃灣線」。2013年，有報導指該校推行兩性隔離政策，一直在中一至中三年級以性別分班，中四年級設有男女分班與混合班，中五和中六則為混合班。昔日男女學生也要分開上落校園樓梯。校方指出是要回應家長訴求和按照學生學習需要作出安排。

## 校舍資料
校舍為一所1995年版靈活式校舍，樓高7層，共有26間標準課室，20多間輔導教學室及特別室。特別室包括多媒體學習室、1間活動室、1間音樂室、1間家政室、1間針織室、2間電腦室、5間科學實驗室、歷奇設施等。另外亦設有禮堂。在體育設施方面就有2個籃球場、板球埸以及2個有蓋操場。

## 班級編制
在舊校時期，初中班別名稱分別為A至E。成績最好的編入C班，其次為E,A,D,B。1986至1987學年開始不再使用全年總成績編班，將中英數三科成績較弱的分別編入C、E、M班，其餘平均編入P及Q班。高中為文理商A、S、C三班。預科為文商A和理S兩班。新校後改為：A至F（中一至中三）、A至D（中四至中五）、A及S（中六至中七）。因應參與自願優化班級結構計劃，每級班別數目現在均為3班。此前曾在2005年起把中一年級由6班減至4班。
| 級別 | 中一 | 中二 | 中三 | 中四 | 中五 | 中六 |
| ---- | ---- | ---- | ---- | ---- | ---- | ---- |
| 班數 | 3    | 3    | 3    | 3    | 3    | 3    |

## 學生活動
該校於1976年12月成立香港第158旅童軍，1978年6月成立女童軍港島第69旅。校內的交通安全隊則成立於1983年11月。此外，校方又向學生提供校巴接載服務。而校內的課外組織如下列所示：
| 學術、興趣                                                        |                                                            |                                                  | 體育                                                          | 服務                                                   |                                                                |
| ----------------------------------------------------------------- | ---------------------------------------------------------- | ------------------------------------------------ | ------------------------------------------------------------- | ------------------------------------------------------ | -------------------------------------------------------------- |
| - 中文學會 - 英文學會 - 數理學會 - 生化學會 - 電腦學會 - 經公學會 | - 環保學會 - 攝影學會 - 社會科學學會 - 圖書館學會 - 美術組 | - 集郵組 - 歌唱組 - 棋藝組 - 話劇組 - 社會事務組 | - 羽毛球組 - 籃球組 - 排球組 - 足球組 - 乒乓球組 - 野外鍛練組 | - 童軍 - 資深童軍團 - 風紀組 - 成長小組 - 我做得到小組 | - 社會服務團 - 交通安全隊 - 少年警訊 - 公益少年團 - 穆斯林協會 |

## 重要事件
2002年4月，該校校長羽智雲被指聘用以旅客身份於香港逗留的土耳其籍英語教師 Yerlikaya Huseyin Erdal 當學校英文教師。此前於2000年，他已被投訴偽造文件。兩宗投訴皆曾由教育統籌局跟進。但因偽造文件一事證據不足而無再跟進。有關事情發生後，引起該校的校友會，即伊斯蘭英文中學校友會成員不滿。且有聲音反對羽智雲繼續出任校長。而2002年的事件發生後再次令舊校的校友會關注事態發展。羽氏雖然被法庭裁定「協助及教唆他人違反逗留條件」罪名成立，要接受180小時社會服務令。當時教育統籌局撤銷他的校長註冊。不過校監哈奇偉向上訴委員會（教育事宜）上訴，並推翻有關決定。最終令羽智雲於2003年復職。當年該上訴委員會的其中一名委員謝伯開與羽智雲因為同為教育團體「學校達善運動」的骨幹成員，分別擔任過前副主席及秘書，所以有教育界人士指出有利益衝突之嫌。更有指中聯辦與國家宗教事務委員會介入事件。教育統籌局其後表示當中沒有利益衝突，原因於於謝伯開已申報利益，當局不評論是否有組織介入。
羽智雲出任校長至2012年退休。該校的舊校校友會和新校的校友會因意見分歧而一直各自獨立舉辦活動，而未有聯合舉辦過校友聚會。舊校的校友會成立於1976年5月。
2004年9月，教育統籌局於視學報告中，批評此校師生表現「未如理想」，並指出教師提問未能引導學生深入思考，而學生亦過於被動學習。

## 曾於該校任教之教師
- 包承禮[註 10]：已故香港伊斯蘭青年協會前教長（教授可蘭經）[16]
- 鄧錦添：香港新界總商會副主席、立基環球有限公司董事長（曾任教數學科，為該校課外活動主任[56][註 11]）
- 阮品強：已故民主黨創黨黨員及中西區區議會（中環選區）主席（1994年至1997年）及區議員（1986年至2011年）（曾任教音樂科）[57]
- 林宛君：陳樹渠紀念中學前校長，賽馬會體藝中學前校長（曾任教中四至中七年級商科，兼教中六及中七年級英文科）[58][註 12]
- 游美斯：香海正覺蓮社佛教正覺中學校長（曾任教地理科）[59]
- 馬伙根：香港體驗教育聯盟發起人（曾在1978年之前任教體育科，其後轉職到五育中學任教直至退休）[60][61]
- 馮潤儀：現任五育中學校長（1990年代開始任教地理及通識科，直至2009年轉職五育中學）[62]

## 著名/傑出校友
演藝界
- 郭富城（1980年中三）：香港著名歌手及演員[63][64]
- 李佳芯（2002年中七）：香港著名女藝人
- 張國強（1974年中五）：香港男藝人、前足球員[註 13]
- 陳莉敏（Queenie Chan）（1992年中七）：香港網誌作者、女演員及TVB8節目主持人[註 14]
- 虞天偉（虞堂容，又名虞長江）（1977年中五）：前香港無綫電視男演員[註 15][註 16]
- 麥德羅（1970年代初中）：香港男演員、舞蹈家
- 葉世榮：香港男藝人、前Beyond樂隊成員
- 王歐文（Owen Kwan）：前Beyond樂隊主音吉他手、前唱片監製
- 韋以茵（1975年中五）：前香港女藝人（代表作為《香港八三》的「牛嫂」）[註 17]
- 鍾蕙芝（2007年中七）：香港少女模特兒[註 18]
- 林楷（1980年代畢業）：香港節目監製、音樂製作人、填詞人及前香港無綫電視編導
- 袁富華（中一）：香港男演員[註 19]
- 鄧強慶（1997年中五）：加拿大首個晨早中文電台廣播節目「輕歌喚早晨」創辦人、演員、歌手及節目主持人

體育界
- 何君龍[66]（1995年中五、1997年中七）：香港公民體育會田徑教練、前香港田徑代表隊4x100米接力選手、前香港一百米紀錄保持者及2001年香港傑出運動員[67]
- 鄭國輝[66]，MH（2000年代畢業）：香港男子滑浪風帆運動員及2014年香港傑出運動員
- 鄭家豪[68]（1996年中五、1997年中五（重讀））：前香港武術代表隊運動員兼隊長及世界武術錦標賽男子南拳冠軍

教育界
- 葉慧儀（Bibi Tayyaba）（2012年中六）：香港教育大學英語教育學系講師
- 王家俊：第45屆香港十大傑出青年之一、伊斯蘭脫維善紀念中學訓導及輔導主任和體育老師[69]
- 鄭家偉（1980年中五）：香港理工大學電機工程學系教授[70]
- 余雲楚：香港理工大學應用社會科學系副系主任
- 石志端：伊斯蘭鮑伯濤紀念小學校長
- 馮潤儀（1987年中五、1988年中五（重讀））：五育中學校長[註 20]
- 施家祺：香港耀能協會高福耀紀念學校校長

其他
- 施麗珊（1989年中五、1990年中五（重讀）、1992年中七）：香港社區組織協會社區組織幹事[註 21][註 22]
- 于品海（1970年代畢業）：香港著名商人、南海控股有限公司及中國數碼信息有限公司董事會主席[註 23]
- 許立燊：沙田區議員
- 陳運圖：上市公司上諭集團控股及均成陳氏技術董事[71]

## 注解
1. ↑  該校於1997年由北角雲景道22號搬遷到柴灣翠灣街22號。而1997年是指新校舍的營辦年份，教育局和中學概覽均以此作為該校的創立年份。實際上該校早於1970年已經開始辦學。
2. ↑  根據《伊斯蘭英文中學廿五周年特刊 1970-1995》第89頁提及，《晨曦》為一份於1983年2月創刊的學生報。
3. ↑  在遷校前，該校使用英語作為主要教學語言。不過近年改用中文教學。
4. ↑  1978年起成為該校校董，其女兒周蓓為校內「艾雯女士紀念獎學金」的捐款者。
5. ↑  見《伊斯蘭脫維善紀念中學校訊》第四十四期，二○○一年十二月三十一日
6. ↑  校方從教育司署以高薪酬聘請歐陽氏出任該校校長，後出任賽馬會體藝中學校長。
7. ↑  羽智雲於1978年開始在該校任教，曾為教員校董。
8. ↑  脫維善獲選為該校第一任校董會主席兼校監。
9. ↑  資料出自2008年6月18日香港電台第二台廣播節目《Made in Hong Kong 李志剛》〈平等機會多元共融行動訪問〉。
10. ↑  見1975年伊斯蘭英文中學畢業冊
11. ↑  見1975年伊斯蘭英文中學畢業冊
12. ↑  根據《伊斯蘭英文中學廿五周年特刊 1970-1995》第101頁提及，林宛君曾為「英明」社（H社）的社監。
13. ↑  資料出自2010年7月出版的《忽然一周》第779期〈留言集 好波獻給你 張國強〉訪問。
14. ↑  根據《伊斯蘭英文中學廿五周年特刊 1970-1995》第104、106及107頁提及，陳莉敏於1990至1991學年為中六模範生，1991至1992學年則為中七年級的模範生，並以7A班學生身份獲得校內錢賓四獎學金。除此之外，她（6A Chan Lei Man Queenie）在1990年獲得尤德爵士紀念基金高中學生獎[65]，1991年被南華早報選為年度學生（Student of the Year）。
15. ↑  資料出自香港電台第二台廣播節目《守下留情》於2016年5月9日播出的虞天偉訪問。
16. ↑  根據《Islamic College 1970-1980》中文版第60頁「校友園地」所示，虞天偉以第5屆校友身份（1977年）為10周年校刊撰寫題為〈做「香港報刊調查報告」後的檢討〉的文章。
17. ↑  根據《Islamic College 1970-1980》中文版第9頁「歷屆陸運會女子最佳成績表」所示，韋以茵在1976年代表Rafeea（崇高）社（以校友身份），在女子甲組標槍項目做出十五米九五的成績。
18. ↑  資料出自2009年7月15日出版的《FACE》雜誌第112期〈2歲喪父攞綜援 Lavina賣肉養傷殘媽〉報導。
19. ↑  資料出自香港電台第二台廣播節目《守下留情》於2019年3月5日播出的袁富華訪問。
20. ↑  根據《伊斯蘭英文中學廿五周年特刊 1970-1995》第11頁和第103頁提及，正就讀中五的馮潤儀於1988年7月獲選為公益少年團傑出團員。她在1985年至1986年就讀中四期間擔任「寬廣」社（W社）的社長。
21. ↑  資料出自2011年4月28日出版的《壹週刊》第1103期〈深水埗的革命 施麗珊〉訪問。
22. ↑  根據《伊斯蘭英文中學廿五周年特刊 1970-1995》第103、107、110及111頁提及，在該校由中一讀至中七的施麗珊分別於1987至1988學年（正就讀中四）和1990年至1991學年（正就讀中六）擔任校內總領袖生。她曾以5A班學生身份獲選東區學校模範生及進步生獎勵計劃模範生，1991年又獲選為南華早報年度學生（Student of the Year）。預科畢業後考入香港浸會大學修讀社工學位。
23. ↑  根據《伊斯蘭英文中學廿五周年特刊 1970-1995》第29頁提及，于品海在1992年回校擔任母校第20屆畢業典禮主禮嘉賓。

## 外部連結
- 伊斯蘭脫維善紀念中學校網 （页面存档备份，存于）
- 伊斯蘭脫維善紀念中學學校資訊 （页面存档备份，存于）
- 伊斯蘭脫維善紀念幼稚園 （页面存档备份，存于）
- 籌建伊斯蘭英文中學經過之始末，伊斯蘭英文中學第三屆畢業同學錄，1975年